# Teoria do Medalhão

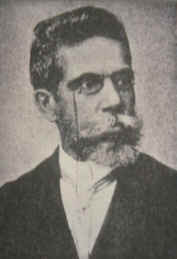
Machado de Assis: marco da literatura brasileira

Teoria do Medalhão é um conto criado pelo escritor realista Machado de Assis, originalmente publicado na Gazeta de Notícias, no ano de 1881, e posteriormente integrado ao livro Papéis Avulsos.
Neste texto o autor, por meio de um discurso bivocal, apresenta conselhos inescrupulosos de um pai para um filho visando a alcançar prestígio em uma sociedade de aparências. Edificado sobre as bases da ironia, a obra aponta para a valorização do parecer acima do ser,  analisando o comportamento medíocre por meio do qual se pode ascender socialmente sem grandes esforços.

## Análise da trama
Às onze horas da noite, findado o jantar que comemorava os vinte e um anos do jovem Janjão, este senta-se com seu pretensioso pai para conversarem um pouco. A figura do pai é caracterizada pelo intenso desejo de realizar-se em seu filho, a quem trata com respeito e, sobretudo, com orgulho. Após demonstrar a Janjão as incontáveis possibilidades profissionais das quais este se pode servir em razão de sua juventude, o pai revela-lhe que caminho a ser percorrido doravante é longo e de muitos desgostos.
Deste modo, convém reservar um “ofício”  de estabilidade superior ante qualquer outro: o de “medalhão”. A figura do medalhão é empregada analogamente, ou seja, assim como o medalhão é um distintivo — aquilo que se mostra para ser distinguido — a pessoa que assume esta posição se comporta de tal modo que é diferenciada das demais.
O pai conta que alcançar o sucesso como um medalhão sempre foi o sonho de sua vida que não pôde ser realizado e que para tanto é exigido bastante tempo.
Segundo o discurso paterno, para se tornar um genuíno medalhão, Janjão deve renunciar à possibilidade de ter ideias próprias evitando qualquer sorte de atividade que propicie o movimento independente do intelecto. Este que, limitado à disciplina e à sobriedade, deve sucumbir ao peso da tradição e ao saber já consolidado: o aspirante a medalhão insere sempre em sua oratória sentenças, versos e máximas célebres. Trata-se da submissão aos pensamentos alheios e anteriores a ele — pérolas de sabedoria popular conhecidas como frases feitas. A sistemática utilização dessas inúmeras “convenções consagradas pelo tempo” despreza a originalidade duvidosa dos tempos modernos.
Aquilo que deve ser valorizado não é a crítica ou refutação daquilo que existe hoje (resultado da tradição) mas, pelo contrário, é importante contribuir para a permanência do antigo aproveitando-se dele para ser reconhecido em uma sociedade que aprecia a estabilidade. Diz o pai ao filho que, além de cansativo,  a busca pela interrogação frutifica novas ideias que serão tidas como falsas pelo meio e, portanto, desvalorizadas. Seguir este percurso significa avançar em direção contrária ao cobiçado posto de medalhão.
Outra marca contundente de um medalhão é a substituição da teoria complexa, que exige esforço e gera pouco prazer pela ação prática, simples e prazerosa. Sobre isso,  Machado escreve:
“Longe de inventar um ‘Tratado científico da criação dos carneiros’, compra um carneiro e dá-o aos amigos sob a forma de um jantar, cuja notícia não pode ser indiferente aos seus concidadãos.”
A notícia que se gera a partir dessa ação capaz de agradar muitos é difundida amplamente — eis no que consiste usar a publicidade para a aquisição de status. Explica o pai que divulgar sucessos ou acontecimentos, mesmo de pouca relevância, que envolvam o filho, é de extrema importância unicamente pelo simples fato de fazer com que os outros se lembrem da figura do medalhão. Posteriormente as ações tornam-se insignificantes mediante as aparências: numa discussão não importa se há, de fato, mérito ou não em um ato, mas se o mérito parece existir.
Artifícios como aproximar-se de importantes personalidades, frequentar ambientes de conhecimento (sem, obviamente, envolvê-lo) também são estratégias valorosas. Uma vez que maior verdade, de acordo com o discurso, depende do maior número de adeptos, as pessoas, assumindo a postura de espectadores, voltar-se-ão para Janjão, convictas de seu sucesso devido às suas impressões manipuladas pelo medalhão.
Por fim, os parentes tratam da questão política, novamente ressaltando o desprezo ao racionalismo e ao pensar por si: diante de um fato, um discurso político bem articulado, romantizado e comovente muito mais vale do que uma explicação lógica e rápida para fornecer uma causa. O primeiro inibe o pensamento (envolvendo emoções) e, subsequentemente, cala indagações futuras ao mesmo tempo em que traz a lume a pessoa que o pratica. Na voz do pai:
”Nesse ramo dos conhecimentos humanos tudo está achado, formulado, rotulado, encaixotado; é só prover os alforjes da memória.
(...) proíbo-te que chegues a outras conclusões que não sejam as já achadas por outros. Foge a tudo que possa cheirar a reflexão, originalidade, etc., etc.”
A conversa noturna é concluída com a censura, pelo pai, da ironia, considerando-a desabusada, implícita e misteriosa, algo muito pouco acessível e que estimula a construção imaginativa. Contrariamente a isso, é sugerido um tipo de humor mais explícito, tácito e direto que não necessita grande esforço intelectual. Precisamente à meia-noite, o pai convida o filho para o dormir admitindo a semelhança de suas palavras com a obra o Príncipe de Nicolau Maquiavel.